# 한국초등농구연맹
한국초등농구연맹(韓國初等籠球聯盟, Korea Mini Basketball Federation, KMBF)은 대한민국의 초등학교 농구를 관할하는 스포츠 행정 기구이다.

## 같이 보기
- 대한민국농구협회
- 한국농구연맹
- 한국여자농구연맹
- 한국실업농구연맹
- 한국대학농구연맹
- 한국중고등학교농구연맹